# Морган (округ, Теннесси)
Округ Морган (англ. Morgan County) располагается в США, в штате Теннесси. Официально образован в 1817 году. По состоянию на 2010 год, численность населения составляла 21 987 человек. Получил своё наименование в честь американского политического и военного деятеля Даниэля Моргана.

## География
По данным Бюро переписи США, общая площадь округа равняется 1353,3 км², из которых 1352,5 км² — суша, и 0,8 км², или 0,06 % — это водоёмы.

## Население
По данным переписи населения 2000 года в округе проживает 19 757 жителей в составе 6990 домашних хозяйств и 5235 семей. Плотность населения составляет 15,00 человек на км2. На территории округа насчитывается 7 714 жилых строений, при плотности застройки около 6,00-ти строений на км2. Расовый состав населения: белые — 96,72 %, афроамериканцы — 2,23 %, коренные американцы (индейцы) — 0,20 %, азиаты — 0,12 %, гавайцы — 0,01 %, представители других рас — 0,14 %, представители двух или более рас — 0,59 %. Испаноязычные составляли 0,61 % населения независимо от расы.
В составе 33,50 % из общего числа домашних хозяйств проживают дети в возрасте до 18 лет, 60,70 % домашних хозяйств представляют собой супружеские пары, проживающие вместе, 10,30 % домашних хозяйств представляют собой одиноких женщин без супруга, 25,10 % домашних хозяйств не имеют отношения к семьям, 22,10 % домашних хозяйств состоят из одного человека, 9,30 % домашних хозяйств состоят из престарелых (65 лет и старше), проживающих в одиночестве. Средний размер домашнего хозяйства составляет 2,58 человека, и средний размер семьи — 3,01 человека.
Возрастной состав округа: 23,20 % — моложе 18 лет, 8,80 % — от 18 до 24, 31,90 % — от 25 до 44, 24,50 % — от 45 до 64, и 24,50 % — от 65 и старше. Средний возраст жителя округа — 36 лет. На каждые 100 женщин приходится 114,30 мужчин. На каждые 100 женщин старше 18 лет приходится 116,40 мужчин.
Средний доход на домохозяйство в округе составлял 27 712 USD, на семью — 31 901 USD. Среднестатистический заработок мужчины был 25 683 USD против 18 606 USD для женщины. Доход на душу населения составлял 12 925 USD. Около 13,50 % семей и 16,00 % общего населения находились ниже черты бедности, в том числе — 18,50 % молодежи (тех, кому ещё не исполнилось 18 лет) и 15,80 % тех, кому было уже больше 65 лет.